# El Indio
 (novembre 2023).
Si vous disposez d'ouvrages ou d'articles de référence ou si vous connaissez des sites web de qualité traitant du thème abordé ici, merci de compléter l'article en donnant les références utiles à sa vérifiabilité et en les liant à la section « Notes et références ».
Albums de Lord Kossity
Koss City
(2002) Booming System
(2005)
El Indio est le cinquième album du musicien français Lord Kossity, sorti en 2003 uniquement aux Antilles sur le label Naïve Records.

## Liste des titres
| No  | Titre                 | Durée |
| --- | --------------------- | ----- |
| 1.  | East Side West Side   | 3:26  |
| 2.  | Dancehall Vibes       | 3:20  |
| 3.  | Sexe dans la piscine  | 2:48  |
| 4.  | Champagne             | 3:20  |
| 5.  | Pure Gunshot          | 3:40  |
| 6.  | Doom Doom             | 3:10  |
| 7.  | Où est passé Saddam ? | 3:50  |
| 8.  | Street Life           | 4:02  |
| 9.  | Zoom                  | 3:42  |
| 10. | Shake It              | 3:51  |
| 11. | Party Time            | 3:03  |
| 12. | J'ai pas le temps     | 3:28  |
| 13. | Ching chang chong     | 2:46  |
| 14. | Badda than Dem        | 3:05  |
| 15. | Melting Pot           | 3:10  |
| 16. | Viens faire un tour   | 4:12  |
| 17. | Oussama               | 3:33  |
| 18. | Az Mafia              | 2:52  |
| 19. | X Rated               | 3:41  |